# Pinguicula macroceras
Pinguicula macroceras este o specie de plante carnivore din genul Pinguicula, familia Lentibulariaceae, ordinul Lamiales, descrisă de Heinrich Friedrich Link.

## Subspecii
Această specie cuprinde următoarele subspecii:
- P. m. macroceras
- P. m. nortensis
- P. m. microceras